# Kalliroi Parren
Kalliroi Parren, född 1861, död 1940, var en grekisk författare och kvinnorättsaktivist.
Hon grundade 1887 kvinnotidningen Ephemeris ton kyrion, 1894 den lokala kvinnoföreningen Union for the Emancipation of Women, 1896 den patriotiska föreningen Enosis ton Ellinidon, och 1908 den nationella kvinnoföreningen Ethniko Symvoulio Hellenidon. Hon var en feministisk pionjär och spelade en viktig och ledande roll för utvecklingen av kvinnorörelsen i Grekland. 